# Herrenhaus Alster

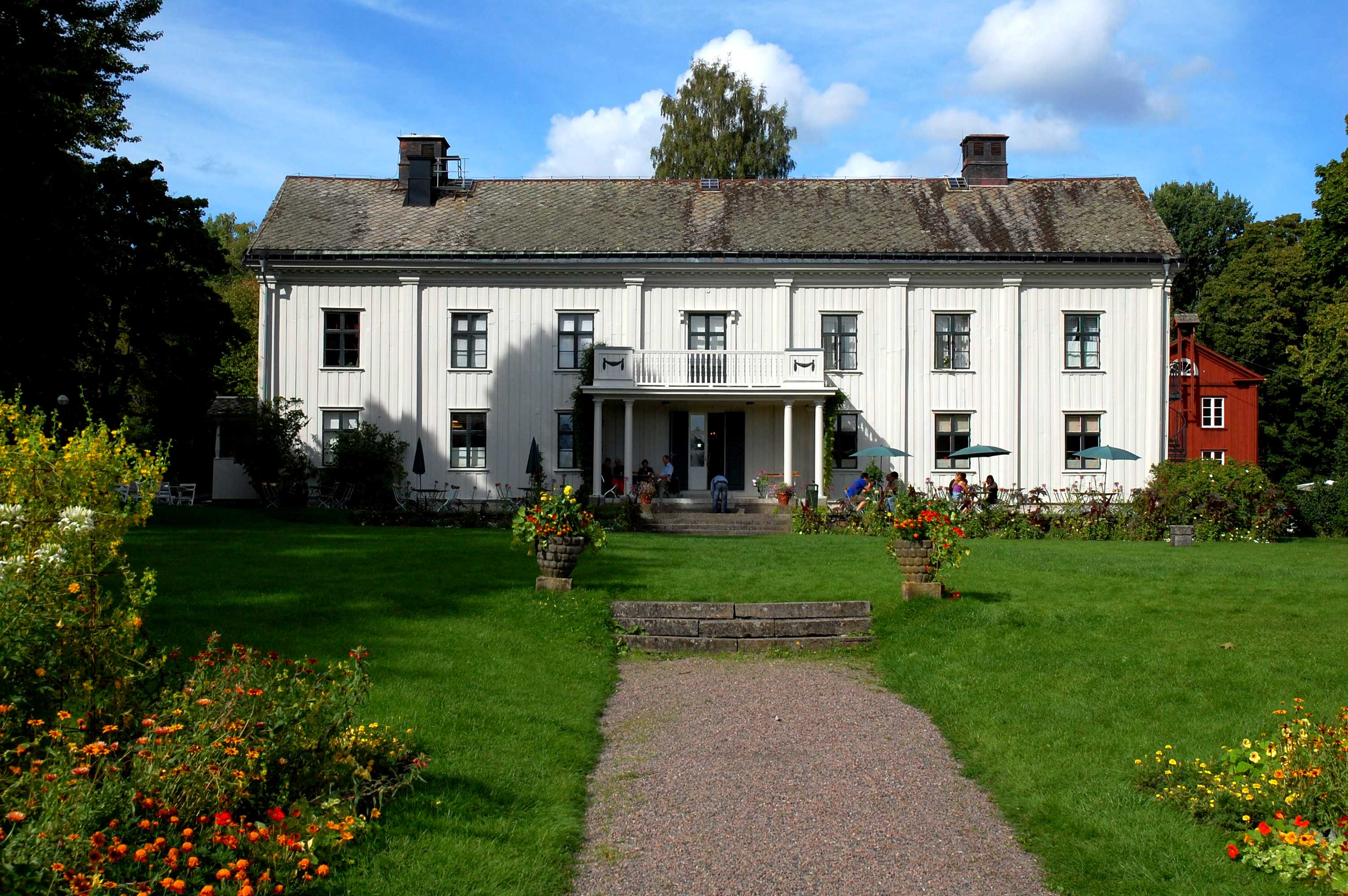
Rückseite des Herrenhaus Alster

Das Herrenhaus Alster liegt in der schwedischen Gemeinde Karlstad am Rande der Stadt Karlstad.
Das Gut wurde das erste Mal 1397 in Dokumenten erwähnt. Das heutige Gebäude geht auf einen Neubau nach einem umfassenden Brand 1760 zurück, wurde aber 1839 nach Plänen des Architekten Johan Fredrik Åbom in neoklassizistischem Stil umgebaut.
Das Herrenhaus Alster ist vor allem als Geburtsort des Dichters Gustav Fröding bekannt. Es beherbergt heute ein Fröding-Museum und in den Seitengebäuden kleinere Kunstausstellungen und eine Galerie.